# I-ELOOP動能回收系統

i-ELOOP為「intelligent energy loop」（智慧動能循環）的縮寫，這是由日本馬自達汽車公司於2011年11月25日發表的新開發電容式動能回收技術。

## 簡介
此套電容式動能回收系統乃是將汽車減速時的動能回收儲存，以提高10％的燃油經濟性。這項技術與純電動車、混合動力車輛或傳統煞車動能回收系統最大的差異，在於使用電容代替電池。由於電容的充、放電速度比較快，在汽車減速的瞬間可以吸收更多的電能。此外，電池經過頻繁的充、放電後容易衰退，故傳統動能回收系統需要專用的馬達與電池，可是電容卻沒有這種麻煩。
該系統採用一具12 ~ 25伏特可變電壓發電機，以低電阻雙電層電容器作為蓄電裝置，並搭配DC/DC直流電壓轉換器。當駕駛者放開油門減速時，這套「i-ELOOP」系統便將動能轉換電能，令電容蓄電，同時供電給車上的空調、音響、電氣系統，減少引擎的負荷，亦能改善起步時的加速性。另外搭配馬自達開發的「i-Stop怠速熄火系統」，延長熄火時間，故可節省約10％的油耗。不過，此套i-ELOOP系統之發電機重量達8公斤，僅適合裝載在中、大型轎車上。為了達到節能的效果，8公斤的重量對小型轎車而言是個負擔，故馬自達2013年間曾著手開發體積和重量減半的i-ELOOP系統。
2014年4月原廠在美國市場召回2013年5月至12月之間所生產、配備i-ELOOP動能回收系統的馬自達3及馬自達6，總數約6千輛左右。召回原因是在滂沱大雨或車子行經較深的水坑時，PCM動力控制模組（power control module）可能會因i-ELOOP動能回收系統發出的錯誤訊號，導致車輛失去動力。原廠將針對PCM動力控制模組重新輸入程式，以解決此一問題。

## 得獎記錄
- 平成28年度（2016年）科學技術分野之文部科學大臣表揚科學技術獎[5]

## 內部連結
- 動能回收系統

## 外部連結
- （日語）【MAZDA】乗用車用として世界で初めてキャパシターを採用した減速エネルギー回生システム「i-ELOOP」を開発（页面存档备份，存于）